# Thorstein el Roig
Thorstein el Roig (nòrdic antic: Þorsteinn rauðr) o Thorstein Olafsson va ser un cabdill viking que va governar àrees d'Escòcia a la fi del segle IX. va néixer prop de l'any 850 i era fill de Olaf el Blanc, rei de  Dublín i Auðr djúpúðga Ketilsdóttir, filla de Ketil Nas Xata.
Després de la mort d'Olaf, Auður i Thorstein van marxar a viure a les Hèbrides, en aquell temps sota control i govern de Ketil.
Thorstein es va convertir en un senyor de la guerra en aliança amb el Jarl de les Òrcades, Sigurd Eysteinsson. Tots dos van llançar campanyes militars a Caithness, Sutherland, Ross, Moray, i d'altres regions, aconseguint eventualment que la meitat d'Escòcia els paguessin tributs.
Malgrat tot, els cabdills escocesos van conjurar contra Thorstein, i el van matar; la data exacta de la seva mort es desconeix, però possiblement va ser] entre el 880 i el 890. Després de la mort de Thorstein, Auður va abandonar Caithness, va estar un temps residint en les Òrcades abans d'establir-se definitivament a Islàndia amb altres membres del seu clan familiar.
Thorstein es va casar amb Thurid Eyvindsdattir, filla de Eyvind de l'Est. Thorstein i Thurid van tenir diversos fills i filles, Olaf Feilan, Groa, Thorgerd (que va casar amb Dala-Koll), Olof, Osk, Thorhild, i Vigdis. Una dona nomenada Unn, esposa de  Thorolf Barba Poblada, va reivindicar ser filla de Thorstein, però aquesta reclamació va ser vista pels islandesos amb escepticisme.
Algunes fonts opinen que Thorstein és la mateixa persona que Eystein Olafsson, rei de Dublín.